# Gilvan Ribeiro

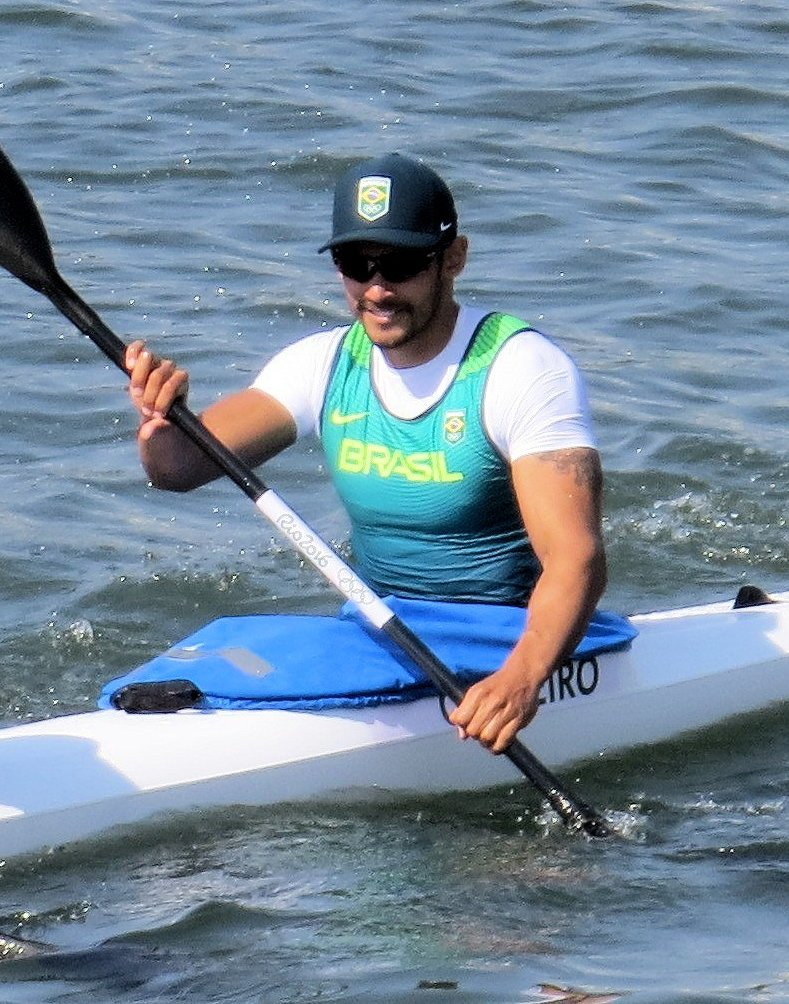
Gilvan Ribeiro canoando na Olimpíada de Verão de 2016 no Rio de Janeiro.

Gilvan Bitencourt Ribeiro (Cruz Alta, 8 de maio de 1989) é um canoísta brasileiro.

## Carreira
Integrou a delegação nacional que disputou os Jogos Pan-Americanos de 2011, em Guadalajara, no México. É irmão do também canoísta Givago Ribeiro.
Nos Jogos Pan-Americanos de 2015 conquistou a medalha de prata na categoria K-4 1000m. 